# Friz Freleng
Friz Freleng, pseudonimo di Isadore Freleng (Kansas City, 21 agosto 1906 – Los Angeles, 26 maggio 1995), è stato un regista e produttore cinematografico statunitense, principalmente conosciuto per il suo lavoro alle serie dei Looney Tunes e Merrie Melodies della Warner Bros..
Ha introdotto e/o sviluppato molti dei maggiori personaggi della Warner, tra i quali Bugs Bunny, Porky Pig, Titti, Gatto Silvestro, Yosemite Sam (con il quale si nota una certa rassomiglianza) e Speedy Gonzales.
Direttore del Warners' Termite Terrace studio, Freleng è anche il più premiato tra i direttori della Warner, avendo vinto ben quattro Academy Award per cortometraggi animati. Dopo la chiusura dei Warner Studios nel 1963, Freleng ed il suo socio David DePatie fondarono la DePatie-Freleng Enterprises, che produsse cartoni animati (tra cui The Pink Panther Show) fino all'inizio degli anni ottanta.

## Biografia

### Inizi
Figlio di Louis Mendel Freleng Fruhling (1870-1939), un immigrato ebreo polacco di Kutno e Elka Ribakoff (1872-1945), un'immigrata ebrea ucraina dell'oblast' di Odessa, nacque a Kansas City, dove iniziò la sua carriera di animatore alla United Film Ad Service. Lì fece conoscenza con Hugh Harman e Ub Iwerks. Nel 1923, Walt Disney, che era amico di Iwerks, si trasferì ad Hollywood e chiese ai colleghi di Kansas City di seguirlo. Freleng rimase in Missouri fino al 1927, poi si trasferì anche lui in California per unirsi agli Studi Disney. Lavorò insieme ad altri animatori prima di stanza a Kansas City; Iwerks ed Harman, Carmen Maxwell, e Rudolph Ising. Alla Disney Freleng lavorò sui cartoni animati di Alice nel Paese delle Meraviglie e Oswald the Lucky Rabbit per i produttori Margaret Winkler e Charles Mintz.
Presto Freleng si unì ad Harman ed Ising, per provare a creare il loro studio. Il trio produsse un film con un personaggio simile a Topolino, chiamato Bosko. Sapendo di restare disoccupato nel caso il cartone non avesse riscosso successo, Freleng si trasferì a New York City per lavorare ai cartoni di Krazy Kat, sempre mentre tentava di vendere il personaggio di Bosko. Il cartone venne finalmente venduto a Leon Schlesinger, il quale assicurò di inserire Bosko nella serie dei Looney Tunes che stava producendo per la Warner. Freleng tornò nuovamente in California per lavorare con Ising ed Harman.

### Freleng direttore
Harman ed Ising lasciarono gli studi Schlesinger dopo controversie sui budget, nel 1933. Schlesinger rimase così senza direttori, pertanto promosse Freleng. Il giovane animatore diede prova di essere un abile direttore ed introdusse il primo personaggio post-Bosko, Porky Pig, nel film I Haven't Got a Hat del 1935. il film è di grande importanza, in quanto rappresenta il primo esempio di caratterizzazione dei personaggi.

#### MGM
Nel 1937 Freleng lasciò Schlesinger per andare a dirigere la Metro-Goldwyn-Mayer cartoon studio di proprietà di Fred Quimby. Con disappunto, Freleng scoprì di dover lavorare a The Captain and the Kids, adattato dal popolare fumetto The Katzenjammer Kids. La serie non ebbe successo; sebbene abilmente animate i personaggi non poterono competere con i "funny animals", che prevalevano.
Freleng tornò felicemente alla Warner Bros. quando il contratto con la MGM scadde, nel 1940. Uno dei primi Looney Tunes diretti da Freleng durante il suo secondo mandato agli studi Warner fu You Ought to Be in Pictures, un cortometraggio che mescolava scene di animazione con pezzi di pellicola filmati dal vivo agli studios. La trama, basata su Porky Pig raggirato da Daffy Duck, richiamava l'esperienza di Freleng nel trasferimento alla MGM.

#### Successi
L'atteggiamento di Schlesinger verso i suoi animatori diede a Freleng ed ai suoi un quasi completo controllo creativo e possibilità di sperimentare diversi stili per i cartoni animati, in modo da tenere il passo con gli studi Disney.
Freleng inoltre introdusse o ridisegnò un gran numero di personaggi Warner, tra cui Yosemite Sam nel 1945, il duo Silvestro e Titti nel 1947 e Speedy Gonzales nel 1955.
Freleng e Chuck Jones dominarono gli studi Warner negli anni successivi alla Seconda guerra mondiale, Freleng concentrandosi soprattutto sui personaggi già creati e Bugs Bunny. Quasi tutti i cartoni di Bugs Bunny vedevano il coniglio contro Yosemite Sam in tutta una serie di differenti periodi storici, oppure contro Taddeo il cacciatore, Daffy Duck o i gangster Rocky e Mugsy.
Freleng continuò inoltre a produrre versioni modernizzate delle commedie musicali che aveva animato nella sua carriera precedente, tra cui The Three Little Bops (1957) e Pizzacato Pussycat (1955). Freleng vinse quattro Oscar durante la sua carriera alla Warner Bros., per i film Tweetie Pie (1947), Speedy Gonzales (1955), Il cavaliere Bugs (1958) e Birds Anonymous (1957). Altri cartoni come Sandy Claws (1955), Mexicali Shmoes (1959), Mouse and Garden (1960), e The Pied Piper of Guadalupe (1961) erano stati candidati al premio Oscar.

#### DePatie-Freleng Enterprises
Dopo la chiusura degli studi Warner nel 1963, Freleng affittò lo spazio per creare cartoni animati insieme al produttore cinematografico Dave DePatie, formando la DePatie-Freleng Enterprises.
Benché molto del lavoro post-Warner sia considerato di minore qualità rispetto alle precedenti realizzazioni, il maggiore successo della DePatie-Freleng fu la Pantera Rosa. Era stato commissionato di creare i titoli di testa per un film intitolato appunto The Pink Panther, per i quali Freleng inventò il personaggio del calmo gattone rosa. Il personaggio della Pantera Rosa diventò così popolare che la United Artists, distributrice del film, permise di produrre un cartone animato con il personaggio della Pantera, intitolato The Pink Phink. Il cartone vinse l'Academy Award nel 1965, così i creatori decisero di produrne un'intera serie.
Dal 1967 DePatie e Freleng spostarono i loro affari nella San Fernando Valley. Nella loro nuova struttura i due continuarono a produrre cartoni fino al 1980, quando vendettero la DePatie-Freleng alla Marvel Entertainment, che la rinominò Marvel Productions.

### Ultimi lavori
Freleng prestò servizio come produttore esecutivo in tre compilation dei Looney Tunes, composte da spezzoni degli episodi più famosi legati insieme secondo un nuovo filo narrativo. I tre film che ne furono ricavati sono: Looney, Looney, Looney Bugs Bunny Movie (1981), Le 1001 favole di Bugs Bunny (1982) e Daffy Duck e l'isola fantastica (1983).
Friz Freleng morì per cause naturali nel 1995, ad 88 anni. È sepolto all'Hillside Memorial Park Cemetery di Culver City, California.

## Filmografia parziale

### Regista
- Quel grazioso canarino (Ain't She Tweet) – cortometraggio (1952)
- Silvestro, indiano molesto (Tom Tom Tomcat) – cortometraggio (1953)
- Una gita nel pollaio (Fowl Weather) – cortometraggio (1953)
- Trasloco accidentato (Muzzle Tough) – cortometraggio (1954)
- La kosa rosa (The Pink Phink) – cortometraggio (1964)

### Sceneggiatore
- Orange Blossoms for Violet – cortometraggio (1952)

## Riconoscimenti
- Premio Oscar
  - 1965 - miglior cortometraggio d'animazione  per La kosa rosa

## Citazioni e omaggi
- Una caricatura di Freleng può essere vista nel cortometraggio di Chuck Jones The Hasty Hare (1952). Freleng appare sotto le spoglie di I. Frisby, il capo dello Shalomar Observatory.